# Estudios de seguridad feministas

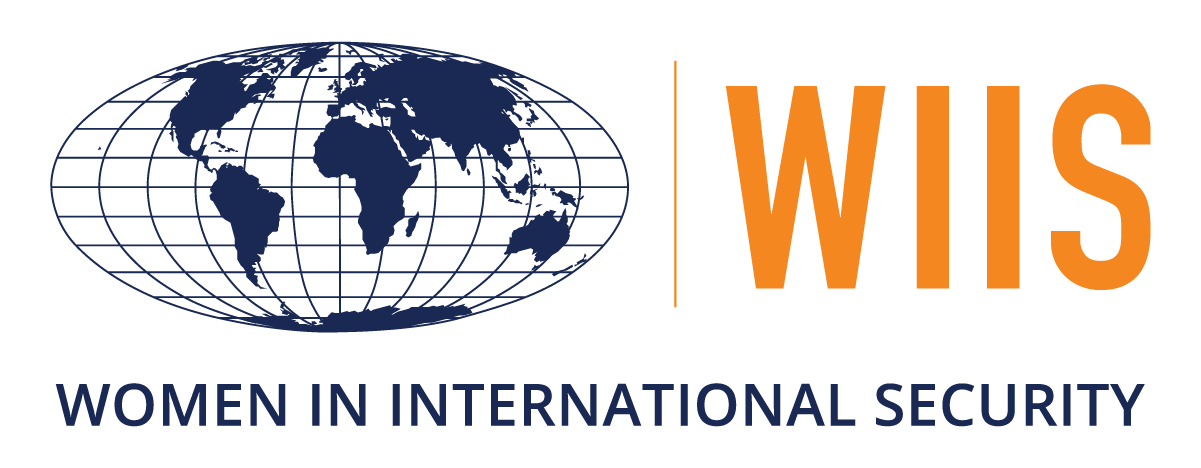
Organización mundial «Mujeres en la Seguridad Internacional» centrada en ampliar el papel de la mujer en la seguridad.

Los estudios de seguridad feministas son una subdisciplina de los estudios de seguridad que presta atención a las dimensiones de género de la seguridad.
Los estudios feministas de seguridad (FSS, por sus siglas en inglés) son el estudio de las diversas formas e implicaciones de la seguridad a través de una lente de género. Como subdisciplina de las relaciones internacionales (RI) y los estudios de seguridad, los FSS pretenden comprender y analizar cómo cuestiones como la militarización, la guerra, el género, la raza, la economía y la política de poder se entrecruzan en los Estados y a escala mundial.
Partiendo de temas establecidos en los estudios de seguridad como la guerra, los conflictos, la violencia organizada y la paz, la FSS examina cómo las construcciones sociales de género influyen en el funcionamiento institucional y estructural de estos temas. Como área de investigación, la FSS se centra en el papel que desempeña el género en la configuración de decisiones, ideas y teorías en los estudios de seguridad, en particular el papel y las expectativas de hombres y mujeres.  El análisis que hace la FSS de los temas y cuestiones mencionados puede clasificarse en micro, como la comprensión del impacto del género en las percepciones cotidianas de la seguridad, y macro, como el reconocimiento de las construcciones estructurales y sociales que han llevado a que los estudios de seguridad sean un campo masculinizado. Durante la Guerra Fría, el campo de los estudios sobre seguridad adquirió un mayor reconocimiento institucional y académico, y académicos como Cynthia Enloe estudiaron y criticaron el campo de las relaciones internacionales por la falta de interseccionalidad con cuestiones como el género, a pesar del impacto que tiene.

## Historial académico

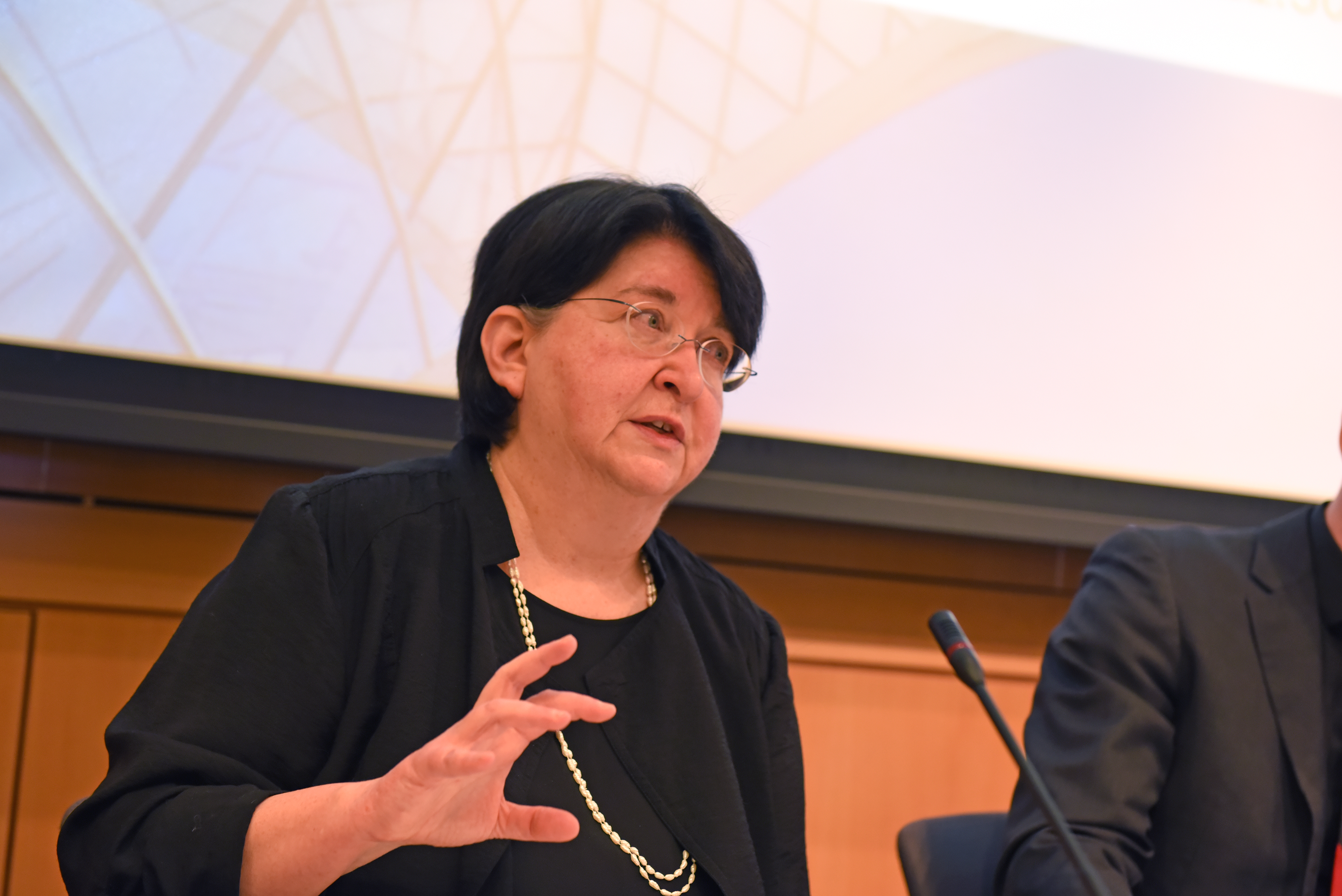
La Dra. Carol Cohn es pionera en este campo.

Los estudios feministas de seguridad son un subcampo de los estudios de seguridad y critican muchos acontecimientos y trabajos académicos dentro del ámbito de los estudios de seguridad a través de una lente de género. Los estudios de seguridad se institucionalizaron de forma prominente durante la posguerra fría. Barry Buzan analiza la progresión de los estudios de seguridad como resultado de la Guerra Fría y la atención prestada a la violencia organizada. Algunos críticos, como Carol Cohn, han argumentado que el proceso de securitización estaba intrínsecamente militarizado, y en su núcleo reflejaba la dinámica de poder proyectada a través del uso de la violencia y el ejército entre diferentes Estados.  Los estudios de seguridad se centraron en la estatalidad y la seguridad nacional a través de una óptica militar profundamente arraigada en una concepción masculinizada y patriarcal de la (in)seguridad. Críticas y académicas como Laura Shepherd y Carol Cohn han escrito extensamente sobre la estrecha construcción de los estudios de seguridad, tanto en el mundo académico como en la práctica, como una construcción sustancialmente masculina. Shepherd señala el desarrollo de los FSS como una crítica y una respuesta a la concepción social e institucional de los militares paralela a la masculinidad y a la saturación de hombres en el ámbito de la seguridad. Académicas como Laura Sjoberg han elaborado trabajos que analizan las principales teorías y explicaciones de los estudios de seguridad predominantemente sobre la guerra y la posición del feminismo en la comprensión y «teorización de la guerra».
Algunos de los primeros trabajos, como «Women and International Relations», publicado en Millennium-Journal of International Studies, analizaban la perspectiva de género de los estudios de seguridad en el campo de las relaciones internacionales en el decenio de 1980-1990. Los primeros estudios académicos en este campo indicaban la falta de análisis en los estudios de seguridad sobre el papel del género, la dinámica de la masculinidad/feminidad y el limitado alcance de la militarización y la seguridad. Las pioneras en este campo, como Carol Cohn, Cynthia Enloe y Judith Ann Tickner, se dedicaron a categorizar las distintas formas en que las perspectivas feministas podían aplicarse para ofrecer una perspectiva más matizada y relevante de los estudios de seguridad que fuera más allá de los estudios tradicionales sobre la dinámica del poder militar y estatal en relación con la violencia. Académicos como Nicole Deratz argumentaron que la propia definición de los estudios de seguridad tendrá un impacto significativo en la forma en que se analizan tanto académicamente como en otros ámbitos, como la política. Por lo tanto, un aspecto importante del desarrollo de la academia de la FSS se centró en la comprensión y la ampliación de las teorías y afirmaciones establecidas en las RRII que anteriormente habían descuidado el papel de la mujer. Además, los académicos y los estudiosos de la FSS comenzaron a analizar cómo la falta de una perspectiva de género en la seguridad ha afectado a la forma en que la seguridad operaba y era vista tanto política como socialmente.
Los estudios feministas sobre seguridad ampliaron los estudios sobre seguridad desde el análisis macro de los Estados y los actores globales hasta el análisis micro del impacto individualizado de la (in)seguridad, lo que incluía el análisis de la seguridad estratégica de los Estados a través de la guerra, el ejército, la economía y la política, pero también el análisis individualizado de la seguridad ontológica, la seguridad del yo en la identidad, la sexualidad y el género. Como indica Aleksander Gasztold, la FSS amplió una perspectiva puramente militarizada para incluir un ámbito más amplio de la seguridad, como la economía, los derechos humanos y la inseguridad medioambiental vinculada a cómo se invierte el poder en un Estado y a través de qué mecanismos. Académicas de la FSS como Judith Tickner trataron de establecer vínculos interseccionales entre los diversos temas de la seguridad y las ideas feministas.

## Teoría
Las reivindicaciones de la FSS están enraizadas en la teoría feminista más amplia de las RRII sobre la posición del género en el conocimiento y la comprensión de las RRII. Las reivindicaciones de FSS pueden clasificarse en torno a la forma en que las normas, ideas y estructuras de género han contribuido a entender el funcionamiento de los estudios de seguridad. FSS analiza los procesos de securitización y, en particular, la militarización a nivel estatal que repercute en los papeles que se espera que desempeñen hombres y mujeres en los escenarios políticos y en la sociedad en general. FSS no se limita a analizar el papel y el impacto de las mujeres en los estudios de seguridad, sino que también examina las estructuras sociales, la erudición académica y los sistemas políticos que han sido determinados por el género y la percepción de los roles de género. El FSS sostiene que las tradiciones y los valores establecidos en el ámbito de la seguridad encarnan un sistema masculinizado de securitización, militarismo y violencia sin reconocimiento de la feminidad.

### La masculinidad hegemónica en la militarización de la seguridad

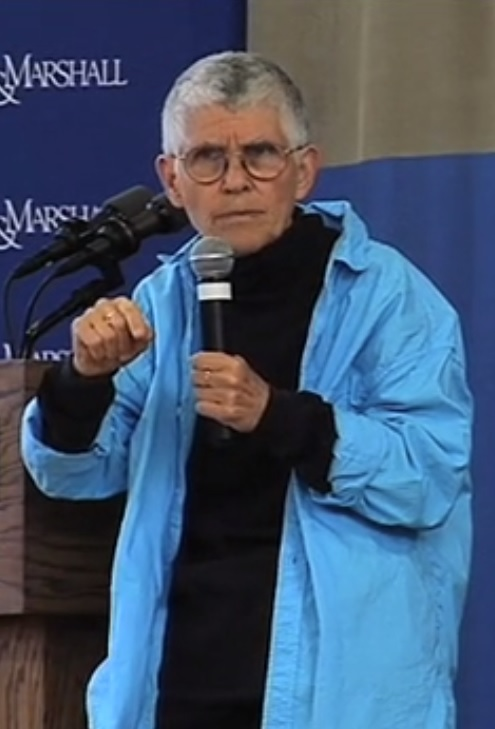
Cynthia Enloe, escritora feminista pionera

El militarismo y la violencia son temas clave en los estudios sobre seguridad. Estudiosos como Cynthia Enloe, que defienden posturas feministas, han criticado que los estudios sobre seguridad se construyan a través de la lente singular del patriarcado y la masculinidad hegemónica, sin proporcionar una comprensión holística y global de cómo el género influye en los distintos resultados. La FSS analiza la noción de que el género no sólo influye en los resultados y las consecuencias de la securitización, sino que también es la causa y las ideas. La idea de una titulización masculinizada se deriva de la saturación de hombres en espacios como la defensa y el ejército, que se consideran el ámbito de la seguridad. Estudiosos de la FSS como Judith Tickner proponen la idea de que la falta de mujeres en el ámbito de la seguridad y las expectativas sociales de feminidad han provocado una masculinidad hegemónica en el ámbito académico y operativo.
En consecuencia, la distinción entre los FSS y los estudios de seguridad tradicionales surge a través del desarrollo académico entre lo que se puede categorizar como «cuestión de seguridad» en las RRII. El enfoque de los FSS afirma que la militarización de la seguridad a escala estatal y mundial es inherentemente masculina en sus características y criterios y, por tanto, limita el alcance de los estudios sobre seguridad. En los países y Estados en los que la seguridad se considera predominantemente militarizada, se deduce la percepción de que para que las mujeres estén presentes en la seguridad como parte interesada, como unidad de análisis o académica, el elemento de feminidad debe suprimirse o eliminarse. La FSS reconoce el largo papel histórico desempeñado por los hombres en el militarismo y la violencia organizada y las consecuencias que ello tiene en la percepción de las mujeres como partes interesadas en la seguridad. Sin embargo, la FSS pretende ampliar el ámbito de la seguridad más allá de una perspectiva militarizada a nivel estatal para comprender las repercusiones individuales y sociales de la seguridad. A través de la comprensión de la construcción de ideas y conocimientos en las RRII y los estudios sobre seguridad, los especialistas en FSS dilucidan, mediante la crítica de las teorías tradicionales, el importante papel que desempeña el género en la configuración del discurso político y social.

## Metodología de la investigación
El FSS no se adhiere estrictamente a una metodología de investigación concreta. Debido al matiz de las perspectivas y las unidades de análisis, se utilizan múltiples metodologías para adaptarse a las diversas técnicas y temas de investigación. Entre ellas se incluyen métodos cualitativos y cuantitativos de análisis e investigación. Sin embargo, dado que el enfoque epistemológico del FSS se ajusta a los enfoques pospositivista e interpretativista, es más común el uso del enfoque cualitativo.

### Cualitativo
Según Liz Stanley y Sue Wise, la mayor parte de la investigación en el ámbito de la FSS se lleva a cabo utilizando la metodología cualitativa. En la FSS, la investigación cualitativa implica el análisis de diversos fenómenos sociales y políticos desde una perspectiva explicativa e interpretativa para ofrecer una perspectiva holística. Dado el alcance progresivo de los estudios de seguridad y la naturaleza cambiante de los temas de análisis de la FSS, se ha argumentado que la investigación cualitativa es más abarcadora. Las técnicas de investigación dentro del enfoque cualitativo incluyen etnografías, entrevistas, análisis del discurso y revisión bibliográfica.

### Cuantitativo
Las técnicas de investigación cuantitativa dentro de la EEA incluyen la recopilación y observación de observaciones cuantificables dentro de los estudios de seguridad y su interconexión con otras disciplinas para extraer inferencias razonables y conclusiones generalizadas. Un uso clave de las técnicas cuantitativas ha sido la constante introducción de variables de género en los temas y debates políticos y de RRII.

### Epistemiología
Las reivindicaciones epistemológicas de los EEA son congruentes con las de los enfoques pospositivista e interpretativista de la producción de conocimientos. Las reivindicaciones epistemológicas interpretativistas se basan en la idea de que el conocimiento y las explicaciones de los fenómenos sociales se construyen socialmente en torno a discursos y tradiciones. Además, se critica que los enfoques de la «objetividad» o el fundacionalismo que se utilizan habitualmente en otros campos de las RRII no son plausibles en la investigación sobre la ESS, ya que ésta se lleva a cabo desde distintas perspectivas y, por lo tanto, existe un alto grado de interpretación que impide que se manifiesten verdades objetivas.

## Unidades de análisis
Las unidades de análisis de la FSS son similares a las de los estudios de seguridad y otras subdisciplinas de las relaciones internacionales. En los estudios de seguridad, se presta especial atención a los Estados nación como principales unidades de análisis. La relación entre el poder y la seguridad de un Estado se analiza en relación con otros Estados. Del mismo modo, en la FSS, los Estados y el funcionamiento del poder, la militarización y el proceso de securitización son las principales unidades de análisis. La FSS también amplía el alcance de los estudios de seguridad para incluir la seguridad y la inseguridad de los individuos dentro de estructuras más amplias, especialmente a través de una perspectiva de género. Se presta especial atención a la posición de la mujer, tanto históricamente como en la época contemporánea, en los estudios de seguridad y en los campos de las RRII. La FSS también adopta un enfoque comparativo de la interseccionalidad de diversas cuestiones como el género, la raza, la clase social y la economía en el ámbito de los estudios de seguridad.

### Género
Una de las principales unidades de análisis de la FSS es el género. El género en los FSS va más allá de la comprensión de la polaridad entre hombres y mujeres y abarca también cuestiones como la sexualidad, las construcciones sociales de la orientación y las expectativas de género y las repercusiones del género en el discurso social y político. Estudiosos de los FSS como Cynthia Enloe analizan cómo la falta de una perspectiva de género que critique los sistemas de seguridad ha creado un amplio campo masculinizado. Además, las decisiones y la academia producidas como resultado de la masculinización han hecho que los estudios de seguridad se perciban socialmente como una posición para hombres, lo que también influye en las relaciones de poder existentes como resultado de la masculinidad hegemónica en la seguridad.

### Poder
Dentro de los estudios sobre RRII y seguridad, el poder es un tema fundamental para comprender muchas teorías, ideas y enfoques. Aunque el poder se define y analiza de forma diferente a través de distintas ópticas feministas, en el ámbito de la FSS el poder está entrelazado con la forma en que se percibe la seguridad. Las relaciones de poder en la FSS se dan entre hombres y mujeres, pero también entre el funcionamiento de las distintas estructuras en función de las construcciones sociales y políticas. Estudiosos de la SFS como Carol Cohn sostienen que la seguridad está saturada de hombres y ha sido históricamente un campo masculino, por lo que la fuerza y el poder se invierten en atributos, ideas y estrategias masculinos, mientras que las características femeninas que a menudo se atribuyen a las mujeres (como las emociones) se consideran debilidad y obstáculos para las estructuras de poder. Aleksandra Gasztold analiza la intersección entre cómo el militarismo y el monopolio de la violencia organizada pueden tener un impacto directo en cómo se distribuye el poder y, como la seguridad suele ser un campo asociado a los hombres, este poder se atribuye de forma desproporcionada a los hombres.

## Lectura adicional
- Blanchard, Eric M. (2003). «Gender, International Relations, and the Development of Feminist Security Theory». Signs 28 (4): 1289-1312. ISSN 1545-6943. S2CID 145225269. doi:10.1086/368328.
- Enloe, Cynthia (2014). Bananas, Beaches and Bases: Making Feminist Sense of International Politics (2nd edición). Berkeley, California: University of California Press. ISBN 978-0-520-27999-5.
- Goldstein, Joshua S. (2001). War and Gender: How Gender Shapes the War System and Vice Versa. Cambridge, England: Cambridge University Press. ISBN 978-0-521-80716-6.
- Hansen, Lene; Olsson, Louise, eds. (2004). «Gender and Security». Security Dialogue (special issue) 35 (4): 403-508. ISSN 1460-3640.
- Shepherd, Laura J., ed. (2013). «The State of the Discipline: A Security Studies Forum». International Studies Perspectives (special section) 14 (4): 436-462. ISSN 1528-3585. Consultado el 13 de agosto de 2018.
- Sjoberg, Laura, ed. (2010). Gender and International Security: Feminist Perspectives. Routledge Critical Security Studies 2. Abingdon, England: Routledge. ISBN 978-0-415-47546-4.
- Sjoberg, Laura; Lobasz, Jennifer K., eds. (2011). «The State of Feminist Security Studies: A Conversation». Politics & Gender (special section) 7 (4): 573-604. ISSN 1743-9248. Consultado el 13 de agosto de 2018.
- Stern, Maria; Wibben, Annick T.R., eds. (2015). «A Decade of Feminist Security Studies Revisited». Security Dialogue (Virtual Issue). Consultado el 13 de septiembre de 2020.
- Sylvester, Christine (2010). «Tensions in Feminist Security Studies». Security Dialogue 41 (6): 607-614. ISSN 1460-3640. S2CID 144523638. doi:10.1177/0967010610388206.
- Whitworth, Sandra (2008). «Feminist Perspectives».  En Williams, Paul D., ed. Security Studies: An Introduction. Abingdon, England: Routledge. pp. 103-114. ISBN 978-0-203-92660-4. Consultado el 13 de agosto de 2018.
- Wibben, Annick T.R. (2011). Feminist Security Studies: A narrative approach. London: Routledge. p. 160. ISBN 9780415457286.
- Wibben, Annick T.R. (2011). «Feminist Politics in Feminist Security Studies». Politics & Gender 7 (4): 590-595. ISSN 1743-9248. S2CID 146614095. doi:10.1017/S1743923X11000407. Consultado el 13 de septiembre de 2020.

- Datos: Q5442866